# Едмънд Хилари
Сър Едмънд Пърсивал Хилари (на английски: Sir Edmund Percival Hillary) е новозеландски алпинист, изследовател на Антарктида.
Хилари и шерпът Тенсинг Норгей са първите хора, които се изкачват на връх Еверест в Хималаите и се завръщат благополучно – подвиг, който те осъществяват на 29 май 1953 г.

## Произход и младежки години (1919 – 1943)
Едмънд Хилари е роден в Окланд, но израства в близкото градче Туакау. Неговите дядо и баба са ранни заселници в Северна Ваироа от средата на 19 век, след изселване от Йоркшър. Хилъри учи в Окландската прогимназия. Той пътува над 2 часа до училището си и редовно използва това време за четене. Когато поотраства, е по-нисък от своите връстници, което го прави много срамежлив и затова търси усамотение в книгите и в мечти за живот, пълен с приключения. В гимназията започва да се занимава с бокс – спорт, който му предава по-голяма увереност.
На 16-годишна възраст неговият интерес към скалното катерене е запален по време на училищно пътуване до планината Руапеху. Там разбира, че е физически силен и много по-издръжлив от своите спътници. През 1939 г. завършва своето първо по-значително изкачване, достигайки връх Оливие в Южните Алпи на Нова Зеландия. Завършва колежа към университета в Окланд със специалност математика и естествени науки. След завършване на образованието заедно с брат си Рекс започва да се занимава с пчеларство и става специалист в тази дейност.

## Участие във Втората световна война (1943 – 1945)
Със започването на Втората световна война Хилари изявява желание да се запише доброволец в новозеландската армия, но впоследствие се отказва поради религиозните си убеждения. След въвеждането на всеобща мобилизация през 1943 постъпва във военновъздушните сили на Нова Зеландия в качеството си на щурман на хидросамолет. През 1945 г. при нещастен случай е сериозно ранен и върнат в Нова Зеландия за лечение.

## Експедиционна дейност (1951 – 1977)
През 1951 г. взема участие в британска разузнавателна експедиция към Еверест, а през 1952 – в подобна експедиция към Чо Ойо.

### Изкачване на Еверест (29 май 1953)
В средата на ХХ век пътят към Еверест е затворен откъм страната на Тибет, контролиран от Китай, и до върха може да се стигне единствено от Непал, като правителството на страната разрешава да се организира само по 1 експедиция годишно. През 1952 г. върхът е опитан да бъде изкачен от швейцарска експедиция, но поради лошото време швейцарците са принудени да се върнат само на 240 м от върха. През същата година Хилари катери в Алпите и получава покана от Британския хималайски комитет да вземе участие в експедиция към Еверест през следващата 1953 г. и след кратък размисъл се съгласява.
За ръководител на експедицията е назначен Джон Хънт, който организира 2 групи алпинисти, които трябвало да изкачат от двете страни върха. Една от групите се състои от Том Бурдилон и Чарлз Еванс, а другата – с водач Джордж Лоу. Хилари е поставен в група с шерпа Тенсинг Норгей, което предизвиква съпротива от негова страна, като даже се кани да напусне експедицията, но е разубеден и остава. Експедицията наброява около 400 души, като включва 362 носача, 20 водачи-шерпи и 10 хил. фунта багаж. Групата на Лоу ще атакува Еверест покрай връх Лхоце, а тази на Хилари – през ледопада Кхумбу.
През март 1953 г. експедицията разполага базовия си лагер недалеч от Лхоце на височина 7890 м и на 26 май Бурдилон и Еванс правят първия опит за изкачване на върха, който се проваля поради повреда в кислородния апарат на Еванс. Следващата поред група, която трябва да атакува върха, е тази на Хилари-Тенсинг.
В течение на 2 дни поради обилния снеговалеж и силен вятър двамата не успяват да напуснат лагера. Едва на 28 май благодарение на 3 шерпи Хилари и Тенсинг се отправят нагоре. На 8500 м височина двамата опъват палатка, в която нощуват, а шерпите се връщат в базовия лагер. Рано на другия ден 29 май след много добра подготовка започват последния преход с раници, които тежат по 14 кг. В 11.30 двамата са на върха (8848 м). Там прекарват 15 минути, Хилари прави снимка на Тенсинг, който оставя шоколади в снега като дар към боговете, а Хилари забива 4 флага – на Великобритания, Непал, Нова Зеландия и ООН. Снимка на Хилари няма поради неумението на Тенсинг да борави с фотоапарата.
Известието за изкачването на върха съвпада с коронацията на кралица Елизабет II. Впоследствие Хилари и Хънт са посветени в рицарски звания, а Тенсинг получава от британското правителство медал „Свети Георги“.

### Следващи експедиции (1956 – 1977)
Впоследствие Хилари провежда още 3 експедиции в Хималаите (1956, 1960 – 1961 и 1963 – 1965), по време на които изкачва десет осемхилядника.
През 1957 – 1958 г. участва в смесената британско-новозеландска експедиция антарктическа експедиция, възглавявана от Вивиан Фукс. Хилари ръководи новозеландската група, задачата на която е да построи база в залива Макмърдо, недалеч от старата база на Робърт Скот. Там новозеландците построяват 6 големи и 2 малки къщи, в които пребивават 23 души. От нея в посока към Южния полюс групата трябва да оборудва 2 склада с продоволствие и гориво за всъдеходите от групата на Вивиан Фукс. Освен това геолозите и геодезистите от групата с кучешки впрягове извършват самостоятелни походи в планините на Земя Виктория. Предвижда се двата отряда да се срещнат някъде между полюса и базата на Хилари, като партията на Хилари не среща никакви затруднения по пътя си към полюса за разлика от тази на Фукс. На 4 януари 1958 г. новозеландците достигат Южния полюс и по този начин Хилари става третият човек след Роалд Амундсен и Робърт Скот, който достига до Южния полюс. На 20 януари 1958 г. групата на Фукс достига до полюса, където е посрещната от Хилари и многочислени журналисти, докарани дотам със самолет. На 24 януари партията на Фукс продължава към станцията в протока Макмърдо, където с помощта на Хилари англичаните пристигат на 2 март 1958 г.
През 1977 г., вече 60-годишен, провежда последната си експедиция по река Ганг от устието до изворите ѝ.

## Политическа дейност и последни години
През 1975 г. Хилари се кандидатира в изборите в Нова Зеландия за народен представител, което му попречва да стане генерал-губернатор на страната. През 1985 г. е назначен за новозеландски върховен комисар в Индия и едновременно върховен комисар в Бангладеш и посланик в Непал, които длъжности заема 4,5 г. По време на престоя си там допринася изключително много за подобряване на условията на живот на непалските шерпи. Благодарение на неговите усилия са построени много училища и болници в отдалечените райони на Хималаите. През 1985 г. заедно с американския космонавт Нийл Армстронг прелетява с двуместен самолет през Атлантическия океан и се приземява на Северния полюс, като става първият човек, пребивавал на 3-те полюса на Земята – Северния, Южния и Еверест.
На 18 януари 2007 г. отново се отправя за Антарктида, но вече не като член на експедиция, а по повод 50-годишнината от съществуването на станция „Скот“, съпровождайки делегация начело с премиера на Нова Зеландия.
На 22 април 2007 г. посещава за последен път Катманду – столицата на Непал, където в резултат на падане получава сериозни наранявания. Вероятно тези наранявания и острата сърдечна недостатъчност са причина за смъртта му в 9 часа новозеландско време на 11 януари 2008 г. в болницата в Окланд.

## Обществено признание
На 6 юни 1953 г. Хилари става кавалер на Ордена на Британската империя 2-ра степен, през 1987 г. – Ордена на Нова Зеландия, на 22 април 1995 г. – кавалер на Ордена на жартиерата. В течение на 35 години ръководи основаната от него благотворителна организация. В негова чест са наименувани редица улици, училища и организации в Нова Зеландия и чужбина. През 1992 г. са издадени 5-доларови новозеландски банкноти с неговия лик. През 2003 г. в чест на 50-ата годишнина от изкачването на Еверест става единственият почетен гражданин на Непал.